# Języki yapen (austronezyjskie)
Języki yapen – grupa spokrewnionych języków austronezyjskich z wyspy Yapen w Indonezji u wybrzeży Nowej Gwinei. Dzielą wyspę z papuaskimi językami yawa (yapen).
Według serwisu Ethnologue ich podział wewnętrzny przedstawia się w następujący sposób :
- grupa centralno-zachodnia (11)
  - ambai [amk]
  - ansus [and]
  - busami [bsm]
  - marau [mvr]
  - munggui [mth]
  - papuma [ppm]
  - pom [pmo]
  - roon [rnn]
  - serui-laut [seu]
  - wandamen [wad]
  - woi [wbw]
- grupa wschodnia (2)
  - kurudu [kjr]
  - wabo [wbb]

W regionie powszechna jest wielojęzyczność. Osoby z poszczególnych społeczności często znają języki innych grup językowych. W użyciu są także języki biak, wamesa i malajski papuaski, które służą jako lingua franca. Pewną rolę w komunikacji międzygrupowej odgrywa też język ansus, obejmujący swoim zasięgiem zachodnią część wyspy.